# سكوت سبان
سكوت سبان (بالإنجليزية: Scott Spann) (مواليد 11 مايو 1988) هو سبّاح من الولايات المتحدة، مثّل بلاده في الألعاب الأولمبية الصيفية 2008.

## روابط خارجية
سكوت سبان على موقع الاتحاد الدولي للسباحة (الإنجليزية)
- سكوت سبان على موقع SwimRankings.net (الإنجليزية)
- سكوت سبان على موقع اللجنة الأولمبية الدولية (الإنجليزية)
- سكوت سبان على موقع أوليمبيديا (الإنجليزية)
- سكوت سبان على موقع اللجنة الأولمبية والبارالمبية الأمريكية (الإنجليزية)